# The Savages (filme)
The Savages (Brasil: A Família Savage / Portugal: Os Savage) é um filme estadunidense de 2007, indicado a 2 categorias ao Oscar 2008.

## Sinopse
Após divergência emocional  ao longo dos anos, dois irmãos Wendy Savage (Laura Linney) e Jon Savage (Philip Seymour Hoffman) devem se juntar para cuidar do pai idoso (Philip Bosco), que está doente.

## Elenco
- Philip Seymour Hoffman ..... Jon Savage
- Laura Linney ..... Wendy Savage
- Philip Bosco ..... Lenny Savage
- Peter Friedman ..... Larry
- Gbenga Akinnagbe ..... Jimmy
- Debra Monk ..... Nancy Lachman
- Guy Boyd ..... Bill Lachman
- Rosemary Murphy ..... Doris Metzger

## Prêmios e indicações
Oscar 2008
- Indicado: por Melhor Atriz (Laura Linney)
- Indicado: por Melhor Roteiro Original  (Tamara Jenkins)

Globo de Ouro 2008
- Indicado: por Melhor ator em um filme cômico ou musical (Philip Seymour Hoffman)

Independent Spirit Awards 2008
- Indicado: por Melhor diretor  (Tamara Jenkins)